# Woss
Pour les articles homonymes, voir Woss (homonymie).
Woss est une communauté de la Colombie-Britannique située dans le District régional de Mount Waddington.
|  |